# Long Lake (Dakota del Sur)
Long Lake es un pueblo ubicado en el condado de McPherson en el estado estadounidense de Dakota del Sur. En el Censo de 2010 tenía una población de 31 habitantes y una densidad poblacional de 43,21 personas por km².

## Geografía
Long Lake se encuentra ubicado en las coordenadas 45°51′24″N 99°12′21″O / 45.85667, -99.20583. Según la Oficina del Censo de los Estados Unidos, Long Lake tiene una superficie total de 0.72 km², de la cual 0.72 km² corresponden a tierra firme y (0%) 0 km² es agua.

## Demografía
Según el censo de 2010, había 31 personas residiendo en Long Lake. La densidad de población era de 43,21 hab./km². De los 31 habitantes, Long Lake estaba compuesto por el 93.55% blancos, el 0% eran afroamericanos, el 0% eran amerindios, el 0% eran asiáticos, el 6.45% eran isleños del Pacífico, el 0% eran de otras razas y el 0% pertenecían a dos o más razas. Del total de la población el 0% eran hispanos o latinos de cualquier raza.